# Esraj

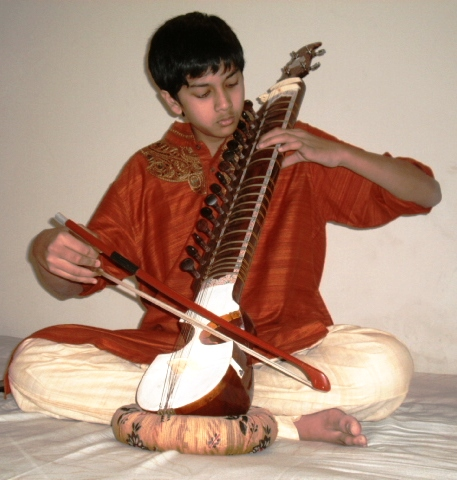
Junger esraj-Spieler in Dhaka

Esraj (bengalisch: এস্রাজ, esrāj, gesprochen „isrādsch“) ist eine nordindische gestrichene Schalenhalslaute, die im 19. Jahrhundert vermutlich aus der mayuri vina, deren breiter Korpus in einem Pfauenkopf endet, entwickelt wurde. Die esraj besitzt vier bis fünf Spielsaiten und über ein Dutzend Resonanzsaiten. Sie eignet sich in der klassischen Musik Nordindiens bevorzugt für den Khyal-Stil und wird besonders in Bengalen auch zur Gesangsbegleitung in anderen Liedgattungen verwendet. Zur selben Instrumentenfamilie gehören unter anderem rubab, sarangi, sarinda und dilruba.

## Herkunft und Verbreitung
Die esraj, ein bengalischer Name ist ashuranjani, gehört zu den jüngeren der zahlreichen indischen Streichinstrumente (hindi: dhanustata, von dhanu „Bogen“). Der Ursprung des Instruments liegt in Gaya im Bundesstaat Bihar. Dorthin brachte es entweder der Rubab-Spieler Basit Khan aus Bengalen oder ein gewisser Iswari Raj aus Gaya darf als Urheber genannt werden. Im Fall des letztgenannten Erfinders ist die esraj nach der Abkürzung seines Namens benannt. Die esraj könnte aus der mayuri vina („Pfauen-Vina“) entstanden sein, deren tiefer, voluminöser Korpus mit einem hochragenden Pfauenkopf am unteren Ende vereinfacht und verschlankt wurde. Das neue Instrument existierte offensichtlich in den 1850er Jahren, denn Karam Imam berichtet davon in seinem 1856 in Lakhnau veröffentlichten, urdusprachigen Werk Ma'adan ul-musiqi.
Der Sänger Hanumandas Singh (1840–1939) aus Gaya verbesserte in den 1880er Jahren die Form der esraj und empfahl sie seinem Schüler Kanailal Dhendi (Dhenri, Dhengdi, 1861–1901), der aus gesundheitlichen Gründen den Gesang aufgeben musste. In allen Konzerten des Kheyal-Sängers Hanumandas spielte sein Schüler zur Begleitung die esraj. Daneben gab Kanailal Solokonzerte und unterrichtete einige Schüler in Gaya und Kolkata. Kanailal begründete die Gaya Gharana für die esraj, die erste Gharana (Meisterschule, die in einer bestimmten musikalischen Tradition steht) dieses Instruments. Unter den Musikern, die nach Gaya kamen, um dort die esraj zu erlernen, war Sheetal Chandra Mukherjee (1880–1945), der von Brajendra Kishore Roy, einem reichen Zamindar und Kunstförderer aus Gouripur (im heutigen Maimansingh-Distrikt in Bangladesh) unterstützt wurde. Genannt wird Kanailal auch als einer der Musiklehrer Swami Vivekanandas. Ferner brachte er das Instrument zu Abanindranath Thakur (1871–1951, einem Neffen von Rabindranath Tagore) und zu anderen Mitgliedern dieser kulturell einflussreichen Familie von Kolkata. Rabindranaths Vater Debendranath Thakur (1817–1905) hatte schon die esraj erwähnt. Dieses Umfeld war der Ausgangspunkt für die weitere Verbreitung der esraj als Begleitinstrument zusammen mit dem Harmonium für den Thumri-Gesang.
Rabindranath Tagore entwickelte aus der literarischen Tradition Bengalens eine neue, romantische Liedgattung, die Rabindra Sangit („Tagore-Lieder“). Seine Kompositionen waren beeinflusst von traditionellen bengalischen Liedformen wie Kirtan und Panchali, dem klassischen Stil Tappa und von der damals in Europa geschätzten Musette. Die eingängigen Melodien waren als Teil der nationalen Unabhängigkeitsbewegung Anfang des 20. Jahrhunderts sehr populär. Tagore-Lieder trugen in vielen Filmen zu einer melancholischen Atmosphäre bei. Begleitet werden sie auf dem Harmonium und der esraj, die beide den Melodievorgaben des Sängers nachfolgen. Der Rhythmus wurde durch Handzimbeln (tal) und die zweifellige Doppelkonustrommel khol erzeugt, die der bengalische Sänger Pankaj Mullick (Pankaj Kumar Mallick, 1905–1978) ab den 1930er Jahren durch das Kesseltrommelpaar tabla ersetzte. Um die Mitte des 20. Jahrhunderts geriet die esraj in den Hintergrund. Ab den 1980er Jahren erlebte sie eine gewisse Renaissance und in den westlichen Ländern gewann sie aufgrund ihrer musikalischen Heimat im bengalischen Shantiniketan, der Wirkungsstätte Rabindranath Tagores, den Ruf eines besonders authentischen indischen Musikinstruments.
In der Bishnupur Gharana (Bishnupur in Westbengalen, Distrikt Bankura, 130 km nordwestlich Kolkata) wurde die esraj im 20. Jahrhundert zusammen mit der sitar für den ernsten klassischen Stil des Dhrupad eingesetzt. Das Verdienst, die esraj als Solo-Instrument in die hindustanische Musik (nordindische Klassik) eingeführt zu haben, gebührt Musikern aus dieser Stadt. Ashesh Chandra Bandyopadhyay (1920–1992) aus Bishnupur hatte in Shantiniketan das Esraj-Spielen unterrichtet. Einer seiner Schüler war Ranadhir Roy (1943–1988), der als der bedeutendste Esraj-Spieler gilt. Er nahm einige Formverbesserung vor mit dem Ziel, die esraj als Solo-Instrument einsetzen zu können. Die Tradition der Tagore-Lieder wird in Shantiniketan weiterhin gepflegt und mit der esraj als Begleitung werden die Lieder aufgeführt.

## Bauform

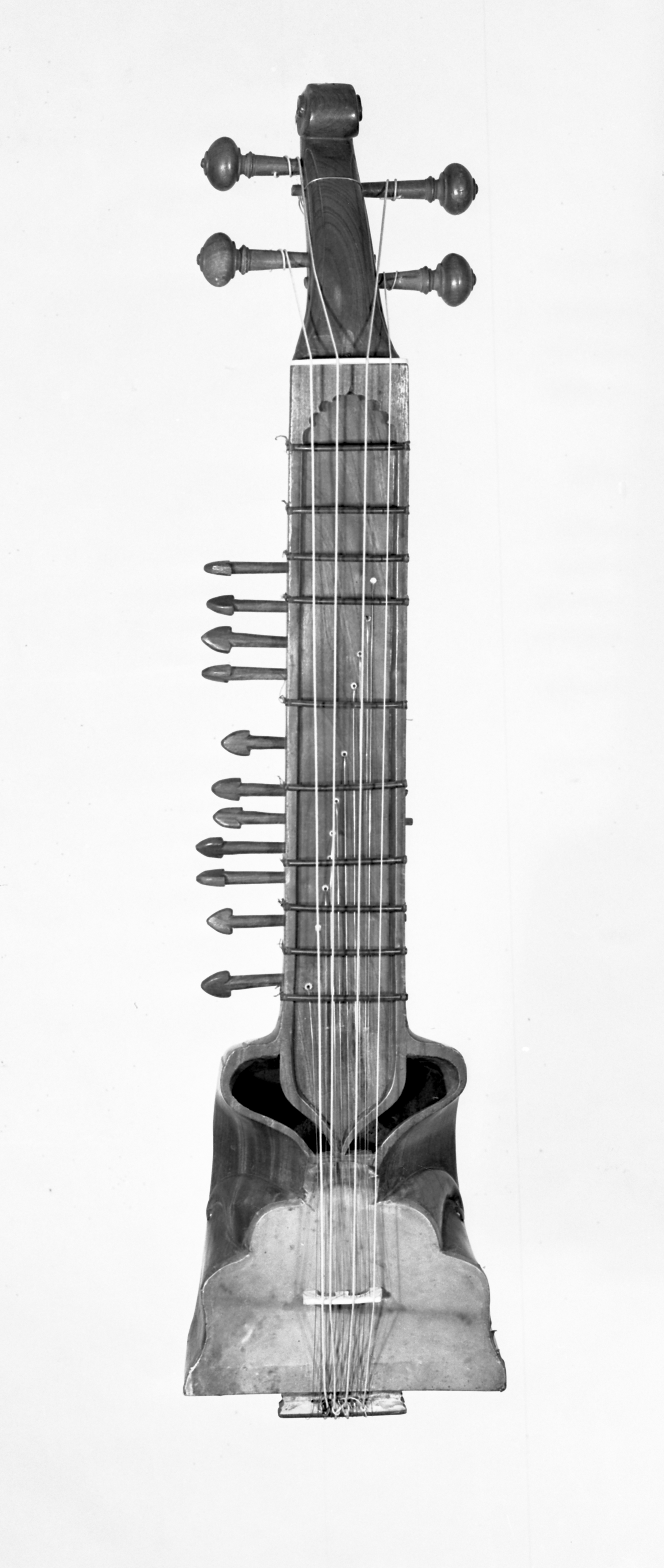
Esraj

Der Resonanzkörper ist wie bei der sarangi oval und mit 15 Zentimetern kaum breiter als das mittellange Griffbrett. Die Länge des Korpus beträgt etwa 20 Zentimeter und geht nahtlos in den etwa 100 Zentimeter langen Hals (dandi) über. Eine esraj kann 17 oder mehr Bünde haben. Der Bogen wird auf der Höhe der seitlichen Einbuchtungen gestrichen. Wie bei der majuri vina und der afghanischen rubab ist der Korpus an seiner Unterseite gerundet, im Unterschied zum flachen, aber dafür größeren Resonanzkörper der ansonsten sehr ähnlichen dilruba. Die dilruba hat sich von Nordwestindien bis nach Afghanistan ausgebreitet und wurde dort ab Mitte des 20. Jahrhunderts eine Konkurrenz für die ältere afghanische sarinda. Alle diese Streichlauten werden aus einem Holzblock gefertigt und an der Oberseite mit Ziegenleder bespannt. Von der sitar wurden das Griffbrett mit verschiebbaren Metallbügeln als Bünden übernommen.
Die Saiten sind wie bei der dilruba aus Metall (Stahl, einige Bronze). 12 (11) bis 15 (18) Resonanzsaiten (tarbs, tarif oder taraf) werden mit Wirbeln justiert, die auf einer an der rechten Seite des Halses entlanglaufenden Leiste befestigt sind. Diese Leiste fehlt bei der dilruba, findet sich aber ebenso bei der um 1820 von Ghulam Muhammad in Lakhnau entwickelten Halslaute surbahar. Die Resonanzsaiten führen bei der esraj durch Bohrungen im aus Horn gefertigten Steg und frei unter den Bünden hindurch. Von den vier bis sechs Hauptsaiten, die an dicken Wirbeln des leicht nach hinten gebogenen Wirbelkastens enden, wird nur eine Saite als Melodiesaite gestrichen, die anderen sind Bordunsaiten (chikari). Die Bünde sind teilweise verschiebbar, um die Stimmung des zu spielenden Ragas zu erreichen. Manche Instrumente haben unter dem Wirbelkasten einen zweiten Resonator (tumba), der aus einer Kalebasse besteht und für einen günstigeren Schwerpunkt sorgt.
Nach dem Prinzip der Strohgeige (Phonofiedel) funktioniert eine Anfang des 20. Jahrhunderts eingeführte, tar shehnai genannte Version der esraj, bei der zur Tonverstärkung ein Schalltrichter aus Messing – praktisch ein Grammophontrichter – über der Decke befestigt ist. Der so entstehende lautere und etwas schärfere Klang entspricht dem aus tar (eine verbreitete Bezeichnung für Langhalslauten) und shehnai (eine indische Kegeloboe) zusammengesetzten Wort.

## Spielweise
Die esraj entwickelte sich zu einem Begleitinstrument für den Khyal-Gesang der klassischen nordindischen Musik und für die Gesangsuntermalung beim halbklassischen Thumri-Stil, in der Volksmusik im heutigen indischen Bundesstaat Westbengalen und ebenso in Bangladesch. Wegen ihres lieblichen Klanges wird die esraj gelegentlich auch solo und oft von Damen gespielt. Die esraj klingt zarter und näselnder als die in ganz Nordindien verbreitete sarangi. Diese wurde im 20. Jahrhundert zum führenden Streichinstrument in der nordindischen Klassik, nachdem sie ihren schlechten Ruf als Begleitinstrument für Tanzmädchen verloren hatte. Ein solcher moralischer Makel aus der Vergangenheit haftet der esraj nicht an.
Zu den berühmtesten Esraj-Spielern aus Bishnupur gehörten Rama Prasanna Bandyopadhyay und sein Schüler Asheschandra Bandyopadhyay (1920–1992), ebenso Nepalchandra Pramanik aus dem Birbhum-Distrikt (Westbengalen). Als Meister auf der esraj sind des Weiteren anerkannt: Brajendra Kishore Raychowdhuri (1874–1957) und Phalguni Khan aus Dhaka, die nächste Generation mit dem Sänger und Komponisten Dilip Kumar Roy (1897–1980), Halkeram Bhat (Maihar Gharana) und Chandrikaprasad Dube (Gaya Gharana).